# Mario Camerini
Mario Camerini, född 6 februari 1895 i Rom, död 4 februari 1981, var en italiensk filmregissör.
Camerini etablerade sig under stumfilmstiden och fick på 1930-talet stora framgångar med en rad komedifilmer med Vittorio De Sica i huvudrollen. I mitten av 1930-talet blev han ledande inom en grupp regissörer som en kritiker gav öknamnet "kalligraferna", med anspelning på filmernas upptagenhet vid elegant foto och nostalgisk scenografi. 
Näst efter Alessandro Blasetti var Camerini den mest tongivande italienska regissören under den fascistiska eran. Efter 1945 tappade han i anseende, men fortsatte att göra anspråksfulla filmer. Bland hans filmer från denna period märks Eviga äventyr (1954), en filmatisering av Odysséen med Kirk Douglas och Silvana Mangano i huvudrollerna.

## Filmografi i urval
- Öknens söner (1928)
- Rotaie (1929)
- Gli uomini, che mascalzoni... (1932)
- Darò un milione (1935)
- Il signor Max (1937)
- Ma non è una cosa seria (1937)
- I grandi magazzini (1939)
- Han kom han såg hon segrade (1940)
- Ett romantiskt äventyr (1940)
- I promessi sposi (1941)
- Due lettere anonime (1944)
- La figlia del capitano (1947)
- Biltjuven (1948)
- Utstött (1950)
- Moglie per una notte (1951)
- Eviga äventyr (1954)
- Den syndfulla mjölnerskan (1955)
- Liket i fel väska (1960)
- Via Margutta (1960)
- Il misterio del tempio indiano (1963)
- Kali-Yug, la dea della vendetta (1963)
- Don Camillo e i giovani d'oggi (1972)